# Xenochironomus ugandae
Xenochironomus ugandae är en tvåvingeart som först beskrevs av Maurice Emile Marie Goetghebuer 1936.  Xenochironomus ugandae ingår i släktet Xenochironomus och familjen fjädermyggor. Inga underarter finns listade i Catalogue of Life.